# 笹沢信
笹沢 信（ささざわ しん、1942年1月27日 - 2014年4月6日）は、文芸評論家。

## 人物
日本領だった朝鮮・京城生まれ。本名・斎藤暹。
第二次世界大戦後、山形県へ引き揚げ、中学から高校まで大分県臼杵に住む。
1966年山形大学文理学部卒。山形新聞社に入社、文化部記者。現役記者在勤中に1994年小説集『飛島へ』で山形市芸術文化協会賞受賞。
1998年新聞社を退社。出版社「一粒社」を創設。井上ひさしなどの作家伝記を執筆。
2013年『ひさし伝』で真壁仁・野の文化賞、山形市芸術文化協会特別賞受賞。
2014年4月6日、肺炎のため死去。

## 著書
- 『小説集　飛島へ』深夜叢書社　1994
- 『ひさし伝』新潮社　2012
- 『藤沢周平伝』白水社　2013
- 『評伝吉村昭』白水社、2014

### 編著
- 『新山形風土記 紅花読本』責任編集　一粒社　1998
- 『新山形風土記 最上川読本』安食昭典と責任編集　一粒社　1998
- 『新山形風土記 出羽三山文学紀行集成 永久保存版』編　一粒社　1999
- 『山形県文学全集　第2期(随筆・紀行編)』全6巻　近江正人,川田信夫,鈴木実,武田正,堀司朗,吉田達雄共編　郷土出版社　2005

## 参考
- [ISBN 978-4-560-08319-2]